# Alien 4. - Feltámad a Halál (filmzene)
Az Alien Resurrection album az 1997-ben készült Alien 4. – Feltámad a Halál című film hivatalos filmzenéje. John Frizzell zeneszerző munkája, romantikus és erotikus témájú zenéket tartalmaz. Hét hónapig tartott a komponálás és felvétel, Frizzell olyan szokatlan hangelemeket alkalmazott, mint a gong vagy a gumibot, hogy egyedi hangzást érjen el. 
Az album 1997. november 11-én került forgalomba.

## Dalok listája
1. "Main Title" – 2:06
2. "Post-Op" – 1:20
3. "Docking the Betty" – 1:16
4. "Priva Son d'Ogni Conforto" – 5:27
5. "Face Huggers" – 2:10
6. "Call Finds Ripley" – 3:02
7. "The Aliens Escape" – 4:12
8. "Ripley Meets Her Clones" – 2:19
9. "What's Inside Purvis?" – 2:28
10. "They Swim" – 6:28
11. "The Chapel" – 2:35
12. "The Abduction" – 3:33
13. "The Battle With the Newborn" – 6:03
14. "Ripley's Theme" – 2:14

## Visszajelzések
Steve McDonald az Allmusic nevű zenei weboldaltól úgy vélte, "sötét és viharos hangzás, ami tökéletesen illik a film hideg atmoszférájához", és 5-ből 4-esre értékelte. Matt Peterson a Track Sounds-tól azonban negatívan értékelte, "eléggé zűrzavaros és összefüggéstelen. A bármiféle konkrét téma hiánya sérti a filmzene életképességét, és rombolja egy cd-n a hallgatási feltételeket. John Fallon pedig úgy érezte, "megfelelő zene, mert tökéletesen illik a film jeleneteihez.

## Külső hivatkozások
- Soundtrack.net